# おひるーな
おひるーなは、2014年9月29日から2024年3月28日まで中国放送（RCCラジオ）で毎週月曜から木曜の11:40 - 14:55に放送されていたラジオの生ワイド番組。

## 概要
これまでRCCラジオの平日午後の時間帯は『日々感謝。ヒビカン』を放送していたが、この番組のパーソナリティをしていたRCCアナウンサーの青山高治が2014年10月から始まったRCCテレビの平日午後から夕方にかけて放送される情報ワイド番組『イマなまっ!』のメインMCに就くことになったため、RCCラジオでは、2014年に広島県呉市に帰郷していたおだしずえとRCCの女性アナウンサーをパーソナリティに起用した新しい生ワイド番組としてスタートすることになったもの。
この番組では、日常の話題に、生活情報、それに、カルチャー・エンターテイメント情報まで、様々な話題を届ける。
番組開始当初の放送時間は平日12時から14時55分だったが、2020年3月30日から放送時間を20分繰り上げて、月曜から木曜の11時40分から14時55分に変更され、金曜は『おひるーなフライデー・ひるうたマガジン』として一応の別番組扱いとなり、ウェブサイトも別に開設されている。ただし、本番組のウェブサイトでも『ひるうたマガジン』の放送時間と出演者が一緒に紹介されている。同時に、出演者や番組内容も一部変更される。具体的には12時台にその日の午前中に入ってきたニュースを「コンパクトにまとめて」伝えるコーナーや、生活に関する「最旬情報」を伝えたり、14時台には「おひるーな・トレーニング＝おひトレ」を中心に健康情報コーナーを設ける。また、おひるーなの前に放送されていた、『スポーツ伝説』（ニッポン放送制作）と『氷川きよし節 → 氷川きよし 限界突破RADIO』（文化放送制作）の2つのミニ番組を12時台に内包する。
2024年3月28日をもって番組が終了することを同月4日に発表。金曜の『ひるうたマガジン』も同月29日で終了するため、『おひるーな』シリーズとしては9年半の歴史に幕を下ろす。同年4月1日からは、前枠で放送されている『平成ラヂオバラエティごぜん様さま』を11時55分まで拡大。月 - 木曜については12時 - 14時に『ジェーン・スー 生活は踊る』（TBSラジオ）を同時ネット、14時 - 17時には自社制作の新番組『まるっと日常ワイド えんまん。』を開始させる。

## 現在のコーナー
全曜日
- 中国新聞ニュース[注 1]

オープニングまでに入っている最新ニュースを伝える。
シフト勤務のため、担当日以外の本番組パーソナリティ（2020年時点では月・火曜の石橋、水・木曜の伊藤）が担当することがある。
通常はニュース終了後パーソナリティとコメンテーターがニュースに関してトークするが、2020年4月途中から、新型コロナウイルス感染防止対策としてニュース担当のアナウンサーを別のスタジオとしているため、終了後のトークを休止している。
- 今日のおひるーな話。

ヒルニストが最近思っていることや感じていることなどを語る。
- おひルーム

ゲストコーナー。
月曜日
- おひるーなイレブン

サッカー解説者の吉田安孝が、今週のサンフレッチェの試合を細かく分析する。
- おひるーなマガジン

毎週1冊の本を取り上げる。
火曜日
- 廣文館ブックランキング

今話題のベストセラー本を紹介。
水曜日
- スイヨーWATCH

毎日刻々と変化する世の中の森羅万象をキャッチして、お届けする。
木曜日
- 「食」の日！

「食」について、料理研究家、飲食店経営者などのゲストを招いてのトークを行う。
金曜日
- フランソワーズさ～ん!お困りですよ～～!

リスナーのお悩みを解決していく。

## 出演者

### 2020年3月27日まで
パーソナリティ
- おだしずえ（月曜 - 木曜）
- 田口麻衣（RCCアナウンサー。金曜、2018年6月1日 - ）※月曜 - 木曜および2020年4月以降もこの番組内で定時ニュース（中国新聞ニュース）を担当することがある。

コメンテーター
- 月曜：吉田安孝（サッカー解説者、2021年2月18日には広島東洋カープのキャンプ取材で不在だった石橋の代役として単発で復帰）
- 火曜：山根良顕（お笑い芸人〈アンガールズ〉。2019年4月2日 - ）・牧瀬和人（K&M FILM 映像ディレクター。2019年4月9日 - ）※隔週出演
- 水曜：井筒智彦（宇宙博士。2015年10月より）
- 木曜：田村陽至（パン職人。2018年4月より）
  - 2018年8月の田村の夏季休暇時は、花井綾美（野菜ソムリエ）が代役で出演していた。
  - 8月に夏季休暇を取った場合は、代役が毎週出演していた
  - 2019年8月15日は広島県内に台風が接近する影響で寺内優（中国放送アナウンサー）が出演した。
- 金曜：フランソワーズ（コラムニスト・占い師）

ニュース（中国新聞ニュース）
- RCCアナウンサーのシフト勤務。時間調整のため、ニュース終了後パーソナリティ・コメンテーターとフリートークをする場合がある。また、月曜 - 木曜に金曜パーソナリティの伊藤文→吉田幸→田口麻衣が担当することもある。

### 2020年3月30日から2021年3月25日まで
パーソナリティ
- 月曜・火曜：伊藤文（RCCアナウンサー、2016年3月まで金曜パーソナリティ。2019年11月27日〈水曜〉にはおだの体調不良により代理でパーソナリティとして出演）[注 3]
- 水曜・木曜：おだしずえ

コメンテーター
- 月曜：井筒智彦（宇宙博士）※2020年7月13日は大雨の影響で北広島町芸北在住の井筒智彦はスタジオ入りできず、自宅から電話で出演し、伊藤文が一人でスタジオで出演したことがあった。
- 火曜：山根良顕（お笑い芸人〈アンガールズ〉）・牧瀬和人（K&M FILM 映像ディレクター）※原則として隔週出演だが、2020年4月14日は厚生労働省より新型コロナウイルス感染拡大に伴う緊急事態宣言発令による移動制限のため、関東圏在住の山根はスタジオ入りできず自宅から電話で出演し、広島県内在住の牧瀬がスタジオでの代役を担当した。その後牧瀬が毎週スタジオ出演する体制を継続した後、移動制限が緩和された6月23日から、山根のスタジオに復帰し出演が再開された。その後も関東圏での感染拡大状況により、随時山根が電話での、牧瀬がスタジオから出演の形態となることがある。
- 水曜・木曜：石橋真（RCCアナウンサー）

### 2021年3月29日から2023年6月29日
パーソナリティ
- 月曜・火曜：伊藤文(当時RCCアナウンサー)
- 水曜・木曜：石橋真(RCCアナウンサー)
- 水曜・木曜：田口麻衣(RCCアナウンサー、2018年6月1日から金曜担当のパーソナリティをしていたが、2020年3月27日の放送をもって一旦降板して以来、1年ぶりの番組復帰。

コメンテーター
- 月曜：井筒智彦（宇宙博士）
- 火曜：牧瀬和人（K&M FILM 映像ディレクター）
- 月イチ：山根良顕（お笑い芸人〈アンガールズ〉）

### 2023年7月3日から
パーソナリティ
- 月曜・水曜・木曜：田口麻衣(RCCアナウンサー)
- 火曜：長谷川努（RCCアナウンサー)
- 水曜・木曜：石橋真(RCCアナウンサー)

コメンテーター
- 月曜：井筒智彦（宇宙博士）
- 火曜：牧瀬和人（K&M FILM 映像ディレクター）
- 月イチ：山根良顕（お笑い芸人〈アンガールズ〉）

### 過去（上記以外）
- 貫田雅剛（アニメ評論家・WEBデザイナー。2015年9月まで水曜コメンテーターとして出演）
- オカタカシ（選曲家。2018年3月まで木曜コメンテーターとして出演）
- 吉田幸（RCCアナウンサー。金曜、2016年4月-2018年5月25日。広報部長への異動により降板）
- 清水浩司（フリーライター・小説家）火曜コメンテーター：2014年9月30日 - 2019年3月26日
- 伊藤文（金曜、2014年10月-2016年3月。、月曜・火曜:2020年3月30日-2023年6月27日。事業部への異動に伴い降板した。)

## タイムテーブル
2020年3月27日まで
- 12:00 オープニング
- 12:05 RCC NEWS
- 12:20 おひるーな話
- 12:30 おひるーなイレブン（月曜日）
- 12:50 交通情報
- 12:55 13時前の中国新聞ニュース
- 13:00 13時台オープニング
- 13:10 おひルーム
- 13:30 ラジオカー中継
- 13:45 ジャパネットたかたラジオショッピング
- 13:50 交通情報
- 13:55 14時前の中国新聞ニュース（月・水・金曜日は洋服の青山が提供。）
- 14:00 14時台オープニング
- 14:10 おひるーなプラス！
  - 月曜日おひるーなマガジン
  - 火曜日-廣文館ブックランキング
  - 水曜日-スイヨーWATCH
  - 木曜日-「食」の日！
  - 金曜日-フランソワーズさーん！お困りですよー！
- 14:40 交通情報 天気予報
- 14:50 エンディング
- 14:54 番組プログラム全て終了

2020年3月30日より
- 11:40 オープニング
- 11:55
  - 月曜日・火曜日-お好み焼のある風景
  - 水曜日-ファーマフーズ・ぴよぴよラジオ！（水）
  - 木曜日-生協ひろしまＧＥＮＫＩ体操
- 12:00 ニュース（各曜日のパーソナリティまたはアナウンサーが担当。）
- 12:20 スポーツ伝説
- 12:25 おひるーなイレブン（木曜日）
- 12:40 氷川きよし 限界突破RADIO
- 12:50 交通情報
- 12:55 中国新聞ニュース
- 13:00 13時台オープニング
- 13:10 おひルーム
- 13:30 ラジオカー中継
- 13:45 ジャパネットたかたラジオショッピング
- 13:50 交通情報
- 13:55 中国新聞ニュース
- 14:00 14時台オープニング・おひトレ
- 14:10 おひるーなプラス
- 14:40 交通情報・天気予報
- 14:50 エンディング

## 特別番組
2021年5月2日、特別番組として『おひるーな クイズで感謝祭』を『中四国ライブネット・広島発』のコンテンツとして中四国8局9県ネットで放送される。出演は伊藤文、石橋真、井筒智彦、牧瀬和人、田口麻衣。